# Copalis Beach
Copalis Beach é uma Região censo-designada localizada no estado norte-americano de Washington, no Condado de Grays Harbor.

## Demografia
Segundo o censo norte-americano de 2000, a sua população era de 489 habitantes.

## Geografia
De acordo com o United States Census Bureau tem uma área de
9,9 km², dos quais 9,6 km² cobertos por terra e 0,3 km² cobertos por água. Copalis Beach localiza-se a aproximadamente 7 m acima do nível do mar.

## Localidades na vizinhança
O diagrama seguinte representa as localidades num raio de 20 km ao redor de Copalis Beach.